# Tiếng Gọi Công Dân
Tiếng Gọi Công Dân („Ruf an die Bürger“) war von 1948 bis 1975 die Nationalhymne der Republik Vietnam. Der ursprünglich als „La Marche des Étudiants“ bzw. „Sinh Viên Hành Khúc“ („Marsch der Studenten“) bekannte Text wurde 1939 von Mai Văn Bộ geschrieben und 1941 von ihm in „Tiếng Gọi Thanh Niên“ (Ruf an die Jugend) umbenannt. Die Melodie komponierte Lưu Hữu Phước. 1948 erhob die provisorische Zentralregierung Vietnams den Text zur Nationalhymne. Dabei wurde der Text in den Titel „Tiếng gọi công dân“ umbenannt und war bis zum Ende des Vietnamkrieges am 30. April 1975 die Nationalhymne Südvietnams. Mit dem Ende des Vietnamkrieges verlor die Hymne ihren Status als Nationalhymne Südvietnams. Trotzdem wird sie bis heute von einigen südvietnamesischen Geflohenen, die in den USA, Kanada, Australien und Deutschland leben, gesungen. In Vietnam wird das Lied als Revolutionslied betrachtet.

## Text
Này Công Dân ơi! Quốc gia đến ngày giải phóng.

Đồng lòng cùng đi hy sinh tiếc gì thân sống.

Vì tương lai Quốc Dân, cùng xông pha khói tên,

Làm sao cho núi sông từ nay luôn vững bền.

Dù cho thây phơi trên gươm giáo,

Thù nước, lấy máu đào đem báo.

Nòi giống lúc biến phải cần giải nguy,

Người Công Dân luôn vững bền tâm trí.

Hùng tráng quyết chiến đấu làm cho khắp nơi

Vang tiếng người nước Nam cho đến muôn đời!

Công Dân ơi! Mau hiến thân dưới cờ!

Công Dân ơi! Mau làm cho cõi bờ

Thoát cơn tàn phá, vẻ vang nòi giống

Xứng danh nghìn năm dòng giống Lạc Hồng!

## Deutsche Übersetzung
Oh, Bürger! Unser Land hat den Tag der Befreiung erreicht

Auf ein Herz gehen wir vorwärts und opfern uns ohne Reue

Vorwärts in den Kampf, für die Zukunft des Volkes

Lass uns dieses Land ewig stark machen

Sollen unsere Körper auf dem Schlachtfeld liegen gelassen werden

Wird die Nation mit unserem purpurroten Blut gerächt werden

In unruhigen Zeiten wird die Rasse gerettet werden

Wir, das Volk, bleiben entschlossen in unseren Herzen und Gedanken

Mutig werden wir so kämpfen, dass überall

Der Ruhm der Vietnamesen für immer erschallt

Oh, Bürger! Eilt zu eurer Opferung unter der Flagge!

Oh, Bürger! Eilt zur Verteidigung dieses Landes!

Entkomme der Zerstörung und sonnt unsere Rasse im Ruhm

Lasst ihren Namen, der unserer Vorfahren für immer würdig ist, leuchten!